# Cynoglossum hellwigii
Cynoglossum hellwigii är en strävbladig växtart som beskrevs av August Brand. Cynoglossum hellwigii ingår i släktet hundtungor, och familjen strävbladiga växter. Inga underarter finns listade i Catalogue of Life.